# Ernst Gideon von Laudon

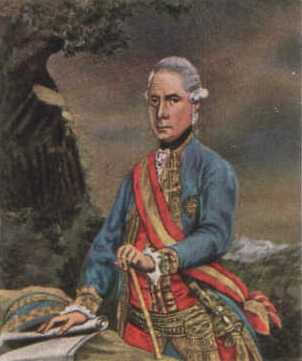
Ernst Gideon Freiherr von Laudon, mint császári-királyi táborszernagy

Ernst Gideon Freiherr von Laudon (Laudohn, 1759-től Loudon), Tootzen, Livónia (ma: Ļaudona, Lettország), 1716. (vagy 1717). február 2., – Neu-Titschein, Morvaország (ma: Nový Jičín, Csehország), 1790. július 14. császári-királyi tábornagy (k.k. Feldmarschall), a 18. század egyik legsikeresebb hadvezére, akit Szuvorov herceg, orosz cári főhadparancsnok is példaképének tekintett.

## Élete

### Származása, ifjúkora
Skót eredetű családból származott, amelynek eredete a 14. századig vezethető vissza. A család a 17. században kapott svéd lovagi rangot. Édesapja Otto Gerhard von Laudohn alezredes, svéd majd lengyel szolgálatban állt († 1732). Édesanyja, Sofia Eleonore von Bornemann, Treppenhofból (Livónia, ma: Trepe, Lettország) származott (1680–1742/44).
Ernst Gideon von Laudon 1732-ben kadétként belépett az orosz hadseregbe. 1734-ben részt vett Danzig ostromában, melyet Münnich orosz tábornagy vezetett. 1735-ben a lengyel örökösödési háborúban az orosz expedíciós hadtest kötelékében részt vett a rajnai hadjáratban, onnan a Dnyeper folyó mellé rendelték, ahol a törökök elleni 1735–39-es orosz hadjáratokban harcolt.

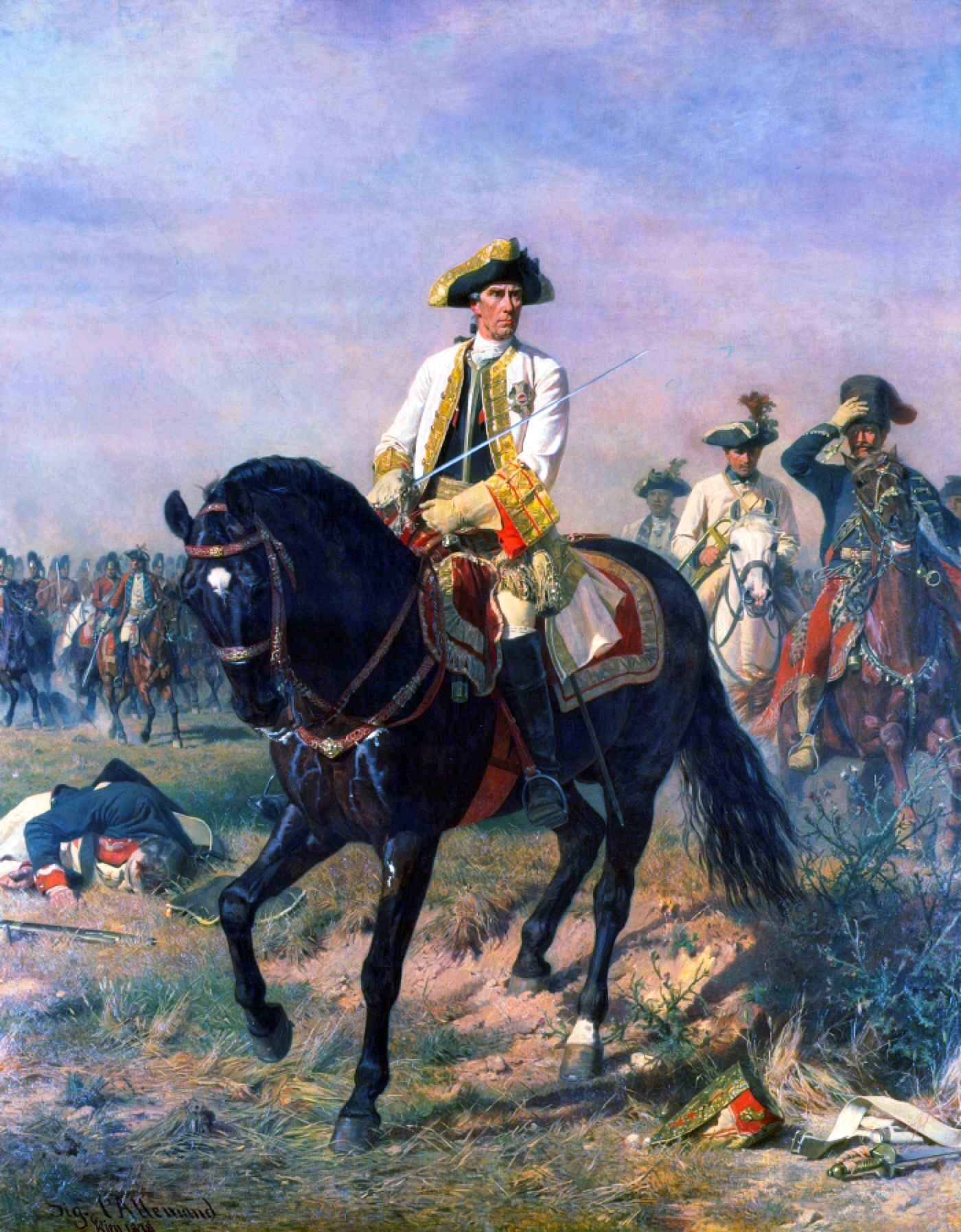
Gideon von Laudon a győztes pózában a diadalmas kunersdorfi csatában.

Előléptetéseivel nem volt megelégedve, ezért 1741-ben (vagy 1742-ben) főhadnagyi rangban kilépett az orosz hadseregből. Először II. (Nagy) Frigyes porosz király hadseregébe jelentkezett, de a király elutasította szolgálatait. Bécsben nagyobb szerencsével járt, kapcsolatai révén századosi rangot kapott Franz Freiherr von der Trenck (1711–1749) osztrák alezredes hírhedt pandúrhadtestében. (Az ő unokafivére volt a „másik” Trenck, Friedrich (1726–1794), porosz lovassági százados. Kettejük kalandos életét Jókai Mór is feldolgozta, „A két Trenk” c. romantikus regényében).
Laudon 1744-45-ben részt vett Trenck szabadcsapatának harcaiban és vonulásaiban, de igyekezett kimaradni az irregulárisok által elkövetett atrocitásokból. Elzászban megsebesült, francia fogságba esett, de az osztrák császári főerő közeledtének hírére szabadon engedték. Trenck csapatával együtt harcolt Sziléziában és Csehországban. Kitüntette magát, mint könnyűlovassági egységparancsnok. Részt vett a soori csatában is, amely után Trencket bevádolták Mária Terézia császárné előtt, hogy szándékosan futni hagyta a bekerített Nagy Frigyes porosz királyt. Laudon a szabadcsapat törvénytelenségein felháborodva kilépett Trenck szolgálatából. Trenck alezredest letartóztatták és elítélték, az ügybe Laudon százados is belekeveredett, de tisztázta magát, és visszatért Bécsbe.
Szegénységben élt, amíg 1746-ban sikerült ismét rendes katonai szolgálati beosztást szereznie a horvát katonai határőrvidéken, egy karlstadti gyalogsági ezrednél (Liccaner Grenzregiment), ahol félig katonai, félig adminisztratív teendőket végzett. Ebben az időben megnősült, és áttért a római katolikus vallásra. Szolgálati helyén, Bunićban templomot építtetett, és tölgyfaerdőt telepített, amely ma is az ő nevét viseli.  Határvidéki szolgálatát parancsnoka, Petrazzi nagyon megnehezítette. Laudon többször is felajánlotta szolgálatait a császári hadseregnek, de Neipperg gróf (1684-1774), az Udvari Haditanács elnöke minden alkalommal nyersen elutasította.

### A hétéves háborúban (1756–1763)
A hétéves háború kitörésekor a tiszti állomány hiányainak pótlására Laudon jelentkezését is elfogadták. Kaunitz gróf (1711–1794), birodalmi államtitkár alezredesi rangban Csehországba küldte egy horvátokból álló egységgel, Browne tábornagyhoz (1705–1757), a csehországi csapatok főparancsnokához. A Szász Nagyhercegségből való visszavonulás során Laudon egy sikeres rajtaütést hajtott végre Tetschen (ma: Děčín) városa ellen. 1757 februárjában a szászországi Hirschfeld elleni támadásban játszott teljesítményéért ezredessé léptették elő. 1757. június 18-án a csehországi kolíni csatában is kitüntette magát, ahol Nagy Frigyes a hétéves háború első vereségét szenvedte el az osztrákoktól. A csata után a poroszok Csehországból való kiszorítása során Laudon komoly veszteségeket okozott a Keith vezérezredes (1696–1758) visszavonuló haderejének. Hónapokon keresztül portyázó hadjáratokat folytatott az Elba mentén. Augusztusban lovassági vezérőrnaggyá (Generalfeldwachtmeister, GFWM) léptették elő, megkapta az újonnan alapított Katonai Mária Terézia-rend lovagkeresztjét. A császári könnyűlovasság parancsnokaként vett részt november 5-én a rossbachi (ma Braunsbedra része) csatában.
Az 1758-as hadjáratban Laudon vezérőrnagy megkapta első lehetőségét arra, hogy önálló főparancsnokként akciót vezessen. Határozottan cselekedett. Az 1758. június 30-i domstadtli (ma: Domašov nad Bystřicí) győztes csatában egy jelentős utánpótlást szállító szekérsort támadott meg és ragadott el az ellenségtől, arra kényszerítve Nagy Frigyes porosz királyt, hogy feladja a morvaországi Olmütz (ma: Olomouc) ostromát és kivonuljon Csehországból. E haditettéért altábornaggyá (Feldmarschallleutnant) léptették elő.
Az 1758. október 14-én lezajlott hochkirchi (Szászország) csatában a Daun tábornagy és Laudon tábornok által vezetett császári haderő szétverte Nagy Frigyes összpontosított táborát. E haditettért kitüntették a Mária Terézia rend nagykeresztjével. Mária Terézia császárné, uralkodó főhercegnői jogán osztrák örökletes nemesi rangra emelte őt, bárói (Freiherr) rangot kapott. Ettől az időponttól kezdte nevét Loudon formában írta. Mária Terézia férje, I. Ferenc német-római császár (1708-1765) birodalmi grófi címet (Reichsgraf) adományozott neki. Emellett a császárnétól földbirtok-adományt is kapott a csehországi Kuttenberg (ma: Kutná Hora) mellett.
Az 1759-es hadjáratban egy önálló hadtest, 18 000 ember parancsnokaként a sziléziai határon harcolt. Benyomult a Porosz Királyságba, egészen a Neumark vidékig (ma Nyugat-Lengyelország), ott egyesült Szaltikov orosz cári tábornagy hadseregével. Az oroszokkal együttműködve 1759. augusztus 12-én Kunersdorfnál (ma: Kunowice, Lengyelország) győzelmet aratott a poroszok fölött. Mivel szövetségeseinél nem tudta elérni, hogy üldözőbe vegyék a megvert porosz hadsereget, ami pedig a háború sorsát is eldönthette volna, elszakadt az orosz hadtesttől és nehéz körülmények között visszavonult az osztrák Sziléziába, és Morvaországba. Mária Terézia kinevezte őt táborszernaggyá (Feldzeugmeister). Erzsébet orosz cárnő drágaköves tőrt ajándékozott neki.
Az 1760-as hadjáratban Laudon egy 36 000 főből álló hadtest parancsnokaként benyomult Sziléziába. június 23-án Landeshutnál (ma: Kamienna Góra, Alsó-Szilézia, Lengyelország) sikerült teljes győzelmet aratnia Fouqué porosz altábornagy hadteste fölött. Ezután rohammal bevette Glatzot (ma: Kłodzko, Lengyelország), de Breslaut (ma: Wrocław) sikertelenül ostromolta.
1760. augusztus 15-én Laudon súlyos vereséget szenvedett Liegnitznél (ma: Legnica, Nyugat-Lengyelország). A csatavesztésért Laudon a főhadparancsnokot, Daun tábornagyot (1705–1766) és vezérkari főnökét, Lacy tábornagyot (1725–1801) hibáztatta, akik cserbenhagyták őt. A határozott stratégiai döntéseket sürgető Laudon ellenségeskedése az óvatos, kitérő taktikát folytató Daunnal és Lacyval szemben az egész háború során fennmaradt. Lacy és riválisa, Laudon egy-egy önálló hadtestet vezettek a háború további szakaszában.
1761-ben Laudon az orosz hadtesttel együttműködve sem tudott eljutni a bunzelwitzi porosz táborig (más néven Königszelt, ma: Jaworzyna Śląska, Lengyelország), de október 1-jén gyors lerohanással bevette Schweidnitz erődjét (ma Świdnica, Alsó-Szilézia, Lengyelország).
A hétéves háború későbbi hadjáratainak mai tanulmányozói általában úgy vélik, hogy nagyobb agresszivitásra lett volna szükség, mint amennyit az óvatosan taktikázó Daun kifejtett, és több megfontoltságra, mint amennyit a zseniális Laudon elviselt. De akkor ezt egyikük sem ismerte fel, és a háború utolsó három évét a két császári hadvezér közötti egyre fokozódó súrlódás határozta meg. Az osztrák hadseregben csak „Fabius és Marcellus”-ként emlegették őket.

### Mellőzöttség, kisebb hadjáratok
A hétéves háború végén, majd a háborút lezáró hubertusburgi békeszerződés (1763. február 15.) után Daun tábornagy lett a tényleges főhadparancsnok. Vele és vezérkari főnökével Lacy tábornaggyal szemben Laudon a háttérbe szorult. Udvarbeli ellenfeleinek áskálódásai miatt Laudon már 1762 óta nem kapott komolyabb parancsnoki megbízást. 1766-ban kinevezték az Udvari Haditanács (Hofkriegsrat) tagjává. A mellőzöttség miatt foglalkoztatni kezdte a gondolat, hogy idegen hadseregben vállaljon szolgálatot.
Több ajánlatot is kapott külföldről, többek között Nagy Frigyestől is, aki szolgálatába hívta. Laudon – valószínűleg komolyabb szándék nélkül – néhány éven át tárgyalgatott velük, különösen azután, hogy a 1768-tól a Haditanács elnöki tisztségébe Daun tábornagy utódjául nem őt, hanem ellenlábasát, Lacyt helyezték, aki II. József társcsászár bizalmas barátja volt. Laudont a osztrák gyalogsági haderőnem főfelügyelőjévé nevezték ki. E tisztségben maradt 1766–69 között. Lacy-val szembeni ellentétei továbbra is fennmaradtak.
1769-ben Mária Terézia császárné és Kaunitz kancellár elérték, hogy Laudon elvállalja a cseh- és morvaországi hadak főparancsnoki tisztségét. A hadügyi kormányzat magasabb hivatali pozíciói továbbra is zárva maradtak előtte. E beosztásban szolgált három évig, majd visszavonult kuttenbergi birtokára.
1776-ban Mária Terézia rábeszélte, hogy térjen vissza a katonai szolgálatba. Mivel Laudon földbirtokai a csehországi mezőgazdasági problémák miatt elértéktelenedtek, a császárné igen nagyvonalú feltételek mellett visszavásárolta tőle ezeket a földeket. Laudon ekkor Bécs közelében, Hadersdorfban telepedett le. Röviddel ezután 1778-ban tábornaggyá (Feldmarschall) nevezték ki. Ezzel kapcsolatban feljegyezték, hogy amikor Nagy Frigyes porosz király 1776-ban Bécsbe látogatott, a császárné és a társcsászár jelenlétében önkényesen tábornagy úrként szólt Laudon táborszernagyhoz. A célzást azonban csak 1778. február 2-án „értették meg”.
1778-ban kitört a bajor örökösödési háború (1778–79). II. József császár és Lacy tábornagy békülékenyebbé váltak Laudonnal szemben. Laudon és Lacy tábornagyokra két különböző hadtest vezetését bízták. Laudon hadteste Csehországban Nagy Frigyes király öccsének, Henrik hercegnek (1726–1802) hadseregével került szembe. Saját hírnevéhez mérten kevés sikert tudott felmutatni, miközben Lacy, aki a Nagy Frigyes király által vezetett haderővel került szembe, új babérokat aratott.
1782-ben II. József császár a kibékülés jegyében elkészíttette Laudon márvány mellszobrát, amelyet a bécsi Haditanács termében állítottak fel.

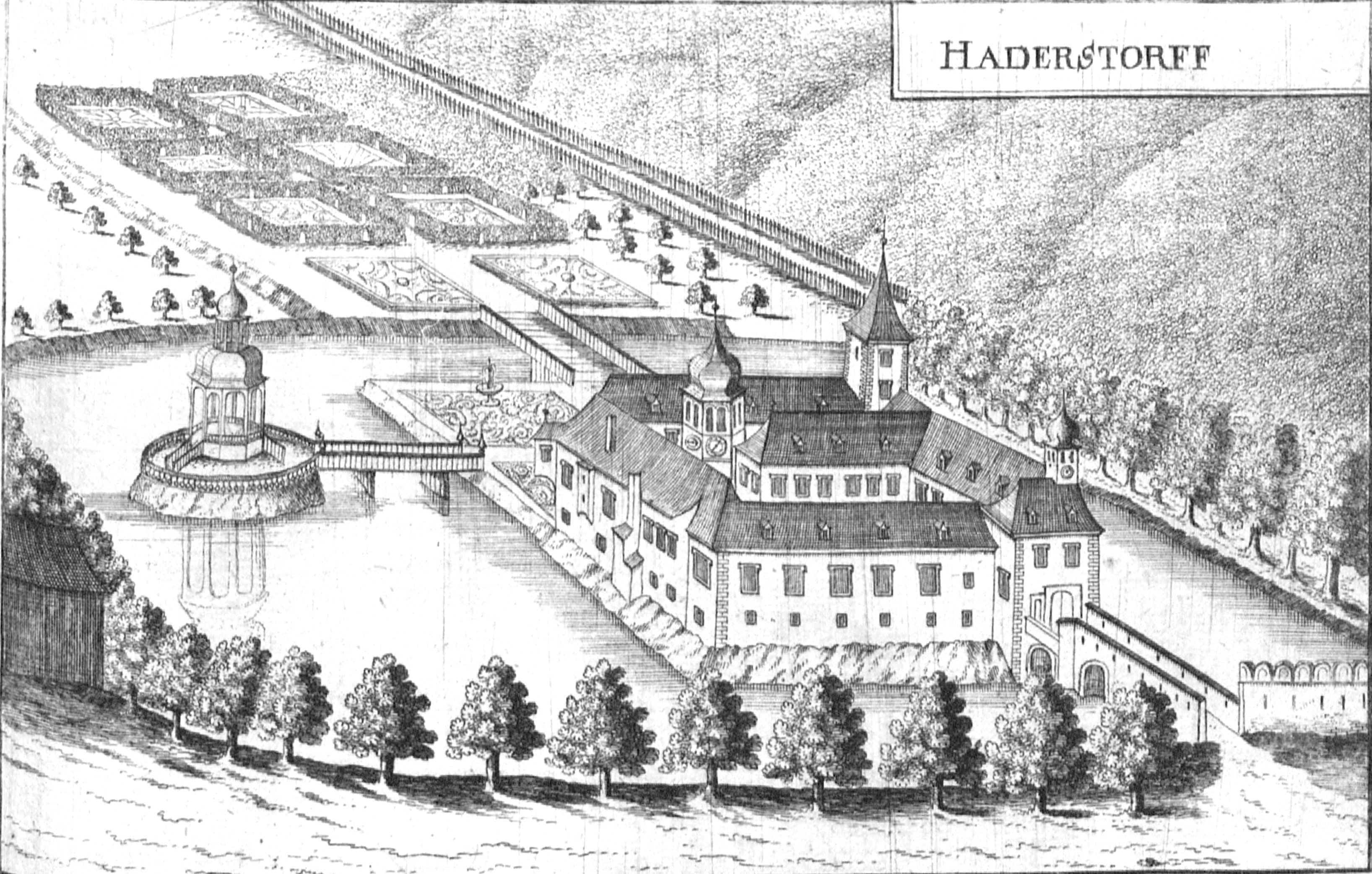
A hadersdorfi kastély (1776-tól Laudon-kastély). Georg Matthäus Vischer rézmetszete, 1672.

### Az 1787–1792-es török háború
Laudon ezután évekig visszavonultan élt hadersdorfi kastélyában, majd II. József császár még egyszer, utoljára hadba hívta, más tábornokoknak az 1787–1792-es Habsburg–orosz–török háborúban elszenvedett kudarcai miatt. Az 1788. augusztus 7-i orsovai áttörés, és a 1788. augusztus 28-i mehádiai csatavesztés után az idős és megfáradt Lacy kénytelen volt átadni a főparancsnokságot Hadik András tábornagynak (1710–1790).
Laudon tábornagy hadtestével ezután Horvátországba vonult. 1788 augusztusában Dubitzánál (ma: Bosanska Dubica, Bosznia-Hercegovina) vereséget mért a törökökre, és elfoglalta Dubitza megerődített városát. Rohammal bevette Novit is. Az 1789-es hadjáratban a horvát–szlovén–magyar hadsereg élén elfoglalta Dresnik, Zentina  és Berbir (Török-Gradiszka) erődítményeit.
A Belgrád környéki hadműveletek során Hadik András tábornagy megbetegedett, és átadta a főparancsnokságot Laudonnak, aki idős kora és megromlott egészsége ellenére ismét hírnevéhez méltóan, határozottan ténykedett. Utolsó fényes haditettei sorában 1789. október 8-án, mindössze három hetes ostrom után elfoglalta Belgrádot, majd 1789. október 13-án a szerbiai Szendrő (németül: Semendria, ma: Smeredevo) várát is.
Bár 1790. február 20-án II. József császár, majd néhány héttel később, március 12-én Hadik gróf tábornagy is elhunytak, Laudon tábornagy, főhadparancsnok utolsó nagy harctéri győzelmei megteremtették a feltételeket a török háborút lezáró 1791-es swistowi Habsburg–török különbékéhez, amelyben a császáriak visszaadták Belgrádot a törököknek. Ezt azonban már maga Laudon sem érhette meg.

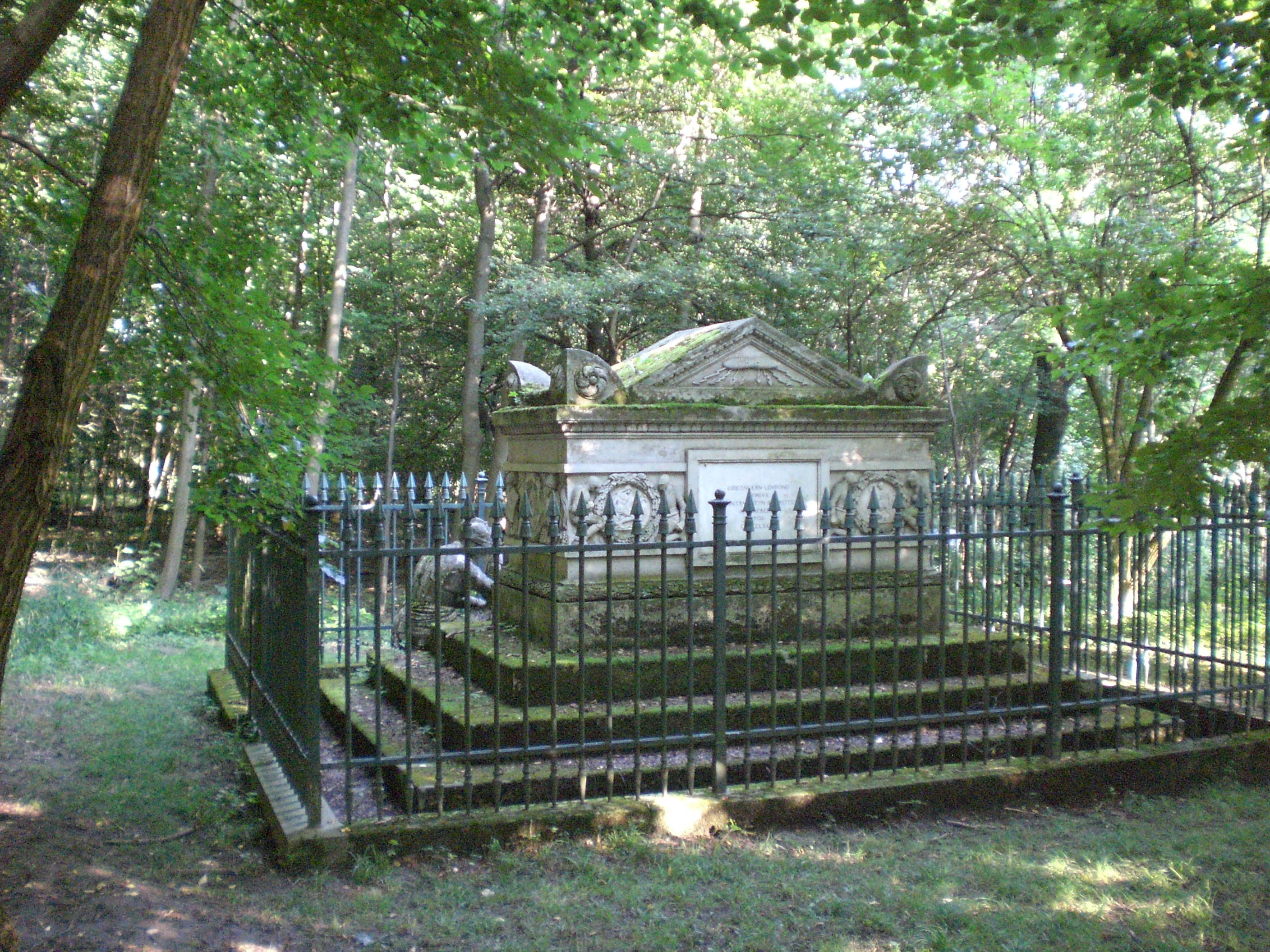
Síremléke Bécs–Hadersdorfban

### Halála
1790 márciusában Laudon átvette annak a hadseregnek főparancsnokságát, amelyet II. Lipót német-római császár, II. József utódja az ő számára állított fel. A Porosz Királyság ellen összevont császári hadsereg a porosz-osztrák határon gyülekezett. Laudon tábornagy, a hadsereg parancsnoka azonban még ugyanebben az évben, július 14-én, főhadiszállásán, a morvaországi Neu-Titscheinben (ma: Nový Jičín) elhunyt. Bécs mellett, hadersdorfi birtokán temették el.
Katonai pályáját részletesen és tárgyilagosan ismerteti II. Lipóthoz intézett kérvényében, melynek egykorú másolata (1791) a Magyar Országos Levéltárban található.

### Utódai
Laudon tábornagy fia, Johann Ludwig Alexius Freiherr von Laudon (1762–1822) császári-királyi tisztként, majd tábornokként becsülettel helytált a francia forradalom ellen vezetett osztrák hadjáratokban és a napóleoni háborúkban. Altábornagyi rangig vitte.
Unokaöccse, Alexander Freiherr von Loudon ősapja lett a Laudon (Loudon) nemzetség II. (tootzeni) vonalán a 2. (hadersdorfi) ágnak. A kiterjedt családnak igen sok, ma is élő leszármazottja van.

### A bécsi Laudon-kastély (Schloss Laudon)

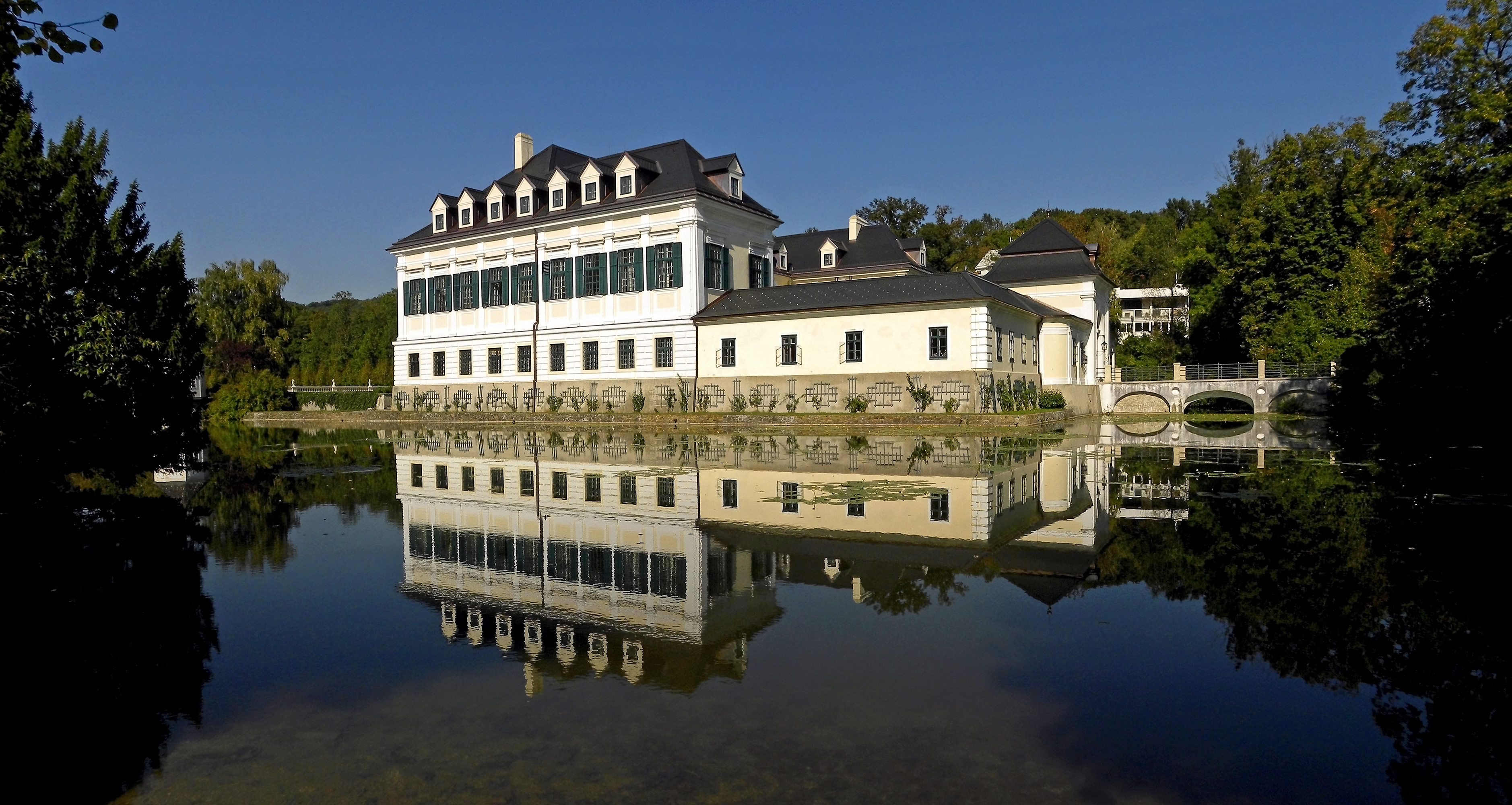
A bécsi Laudon-kastély, és a kastélytó

A hadersdorfi Laudon-kastély Bécs legszebb fekvésű barokk vízikastélya. Ma Bécs 14. kerületéhez, Penzinghez tartozik. Első írásos említése 1130-ből való. Sok nemesi esküvőt tartottak itt. III. Frigyes német-római császár 1460-ban jegyajándékul adta feleségének, Portugáliai Eleonórának. 1708-ban Erzsébet Krisztina braunschweig–wolfenbütteli hercegnő, Mária Terézia jövendő édesanyja lakott itt, esküvőjére várva VI. Károly német-római császárral (III. Károly néven magyar királlyal).
1776-ban Laudon tábornagy vásárolta meg a kastélyt. A tudományok és művészetek nagy támogatója kényelemmel és gazdagsággal rendezte be a kastélyt, hogy utolsó éveit itt tölthesse el. A jelenlegi belső berendezés nagy része Laudon idejéből származik. A tágas (10 hektáros) kastélypark ma is a korabeli légkört idézi.
A kastély és a park jelenleg magántulajdon, konferencia-központként hasznosítják. Elsősorban az Osztrák Köztársaság veszi igénybe, állami főtisztviselők oktatására, továbbképzésére, de tartanak itt nagypolgári esküvőket, fogadások is.

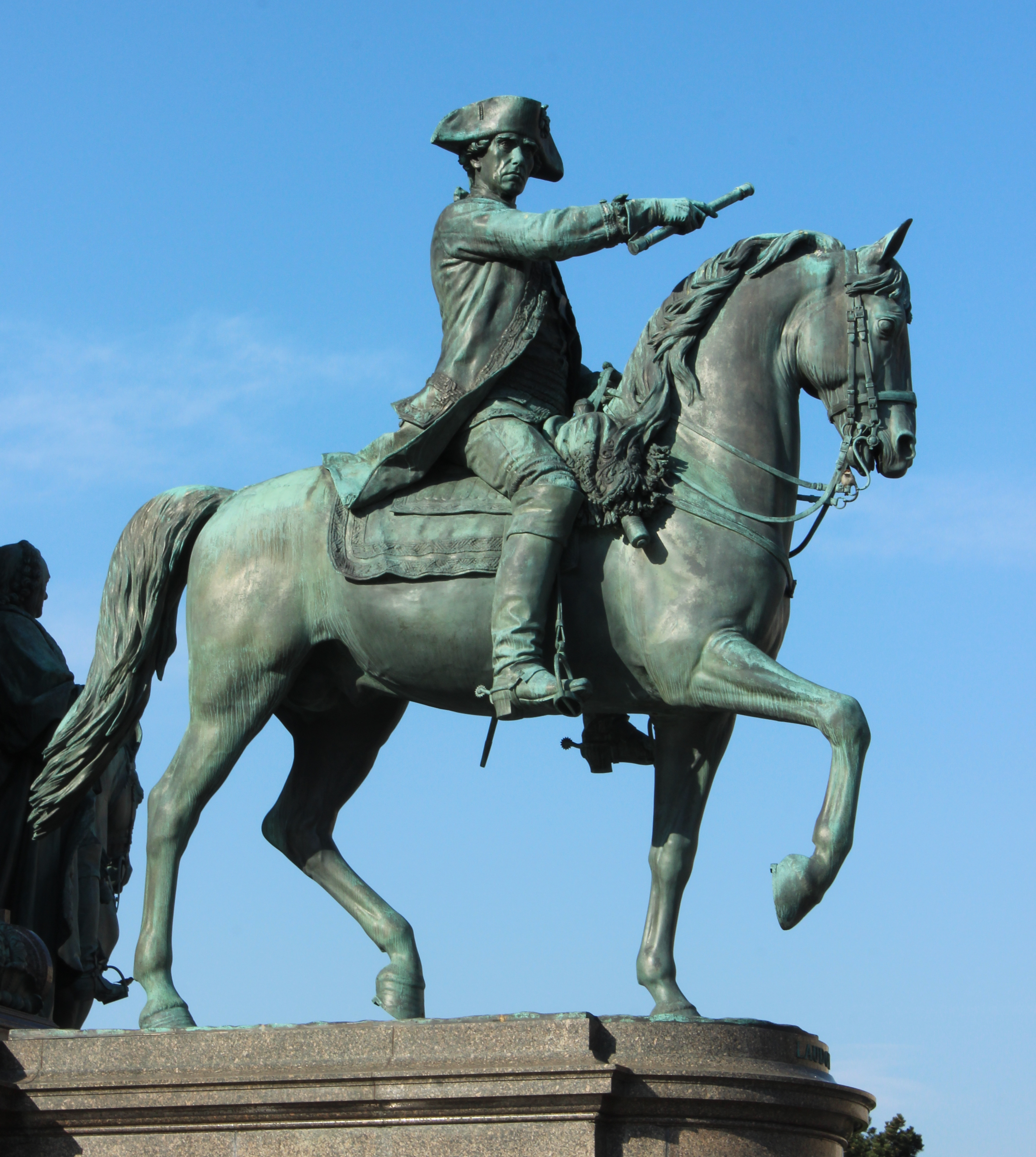
Laudon tábornagy lovas szobra a bécsi Mária Terézia-emlékművön

## Emléke
- Kultsár István (1760–1828): B. Laudonnak nándorfejérvári győzedelme c. dicsőítő költeménye (Szombathely, 1790).
- Csokonai Vitéz Mihály (1773-1805): Az ősz Laudonra c. vers[9]
- Az 1888-ban épített bécsi Mária Terézia-emlékművön Laudon bronz lovasszobrot kapott.
- 1789 óta áll emlékműve (Andreas Schweigel műve) a dél-morvaországi Veselí nad Moravou (Wessely an der March) kastély parkjában.
- 1895-től 1897-ig épült fel a róla elnevezett laktanya és egyéves, önkéntes vártüzér-tiszti iskola[10]  (Timót utca 3.) a Budapest IX. kerületi Gubacsi dűlőben.[11] A volt "báró Laudon" vártüzéri laktanya épületeiből a legénységi szállás [Mannschafts Wohn Gebäude] – ma, mint középiskolai diákotthon – áll. Az objektum, az 5. hadtest (Pozsony) alárendeltségébe tartozó, 1891. január 1-jén alapított (komáromi) székhelyű 6. (magyar) Vártüzérezred, 2. (budapesti) Zászlóalj számára épült. E vártüzérezred szolgált korábban a Gellért-hegyi erődben és a pesti Újépület ÉK-i 5. sz. pavilonjában, amiket jegyzőkönyvileg 1897-ben adott át a katonai hatóság a fővárosnak.[12]
- Budapest VI. kerületében, a mai Káldy Gyula utcában működött a "Laudon fogadója" elnevezésű vendéglátóhely. Az utca 1838–ban erről kapta a nevét („Laudon Gasse”),[13] amit 1953-ban változtattak meg. Megjegyzendő, hogy a belgrádi győzelem után Laudon 1789. december 20-án utazott át Pesten; de bizonyosra vehető, hogy nem itt szállt meg, és nem volt tulajdonában e vendéglátóhely.
- Franz Anton Zauner egyik funerális műve a Siebenrock Dániel 1832-ben faragott, páncélos vitézt ábrázoló sírja. (Az óbudai Kórház utcai temetőben volt felállítva. A temetőt 1888-ban zárták le, a síremléket áthelyezték.) Ennek egyértelmű mintaképe volt a bécsi Laudon-síremlék.[14]
- Carrarai márványból faragott életnagyságú szobrát felállították a Hadvezérek csarnokában, a bécsi Hadtörténeti Múzeumban.